# Rhingraven
Rhingravsænken (tysk: Oberrheinische Tiefebene, Oberrheinische Tiefland eller Oberrheingraben, fransk: Vallée du Rhin) er en stor gravsænkning på den øvre Rhin, omkring 350 km lang og i gennemsnit 50 km bred, mellem byerne Frankfurt/Wiesbaden i nord og Basel i syd. Dens sydlige del skærer grænsen mellem Frankrig og Tyskland. Gravsænkningen er en del af det europæiske gravsænke system, der strækker sig gennem Centraleuropa. Øvre Rhinens gravsænkning dannedes under Oligocæn som en reaktion på udviklingen i Alperne syd for gravsænken. I dag danner Rhingravsænken dalen, hvorigennem Rhinen flyder.
48°57′54″N 8°14′02″Ø / 48.965°N 8.234°Ø